# Moyon Villages
Moyon Villages ist eine französische Gemeinde mit 1.465 Einwohnern (Stand 1. Januar 2022) im Département Manche in der Region Normandie. Sie gehört zum Arrondissement Saint-Lô und zum Kanton Condé-sur-Vire.
Sie entstand mit Wirkung vom 1. Januar 2016 als Commune nouvelle durch die Zusammenlegung der ehemaligen Gemeinden Moyon, Chevry und Le Mesnil-Opac, die in der neuen Gemeinde den Status einer Commune déléguée haben. Der Verwaltungssitz befindet sich im Ort Moyon.
| Ortsteil                | ehemaliger INSEE-Code | Fläche (km²) | Einwohnerzahl zum 1. Januar 2022 |
| ----------------------- | --------------------- | ------------ | -------------------------------- |
| Moyon (Verwaltungssitz) | 50363                 | 23,74        | 1.098                            |
| Chevry                  | 50134                 | 03,62        | .096                             |
| Le Mesnil-Opac          | 50316                 | 05,58        | .0271                            |

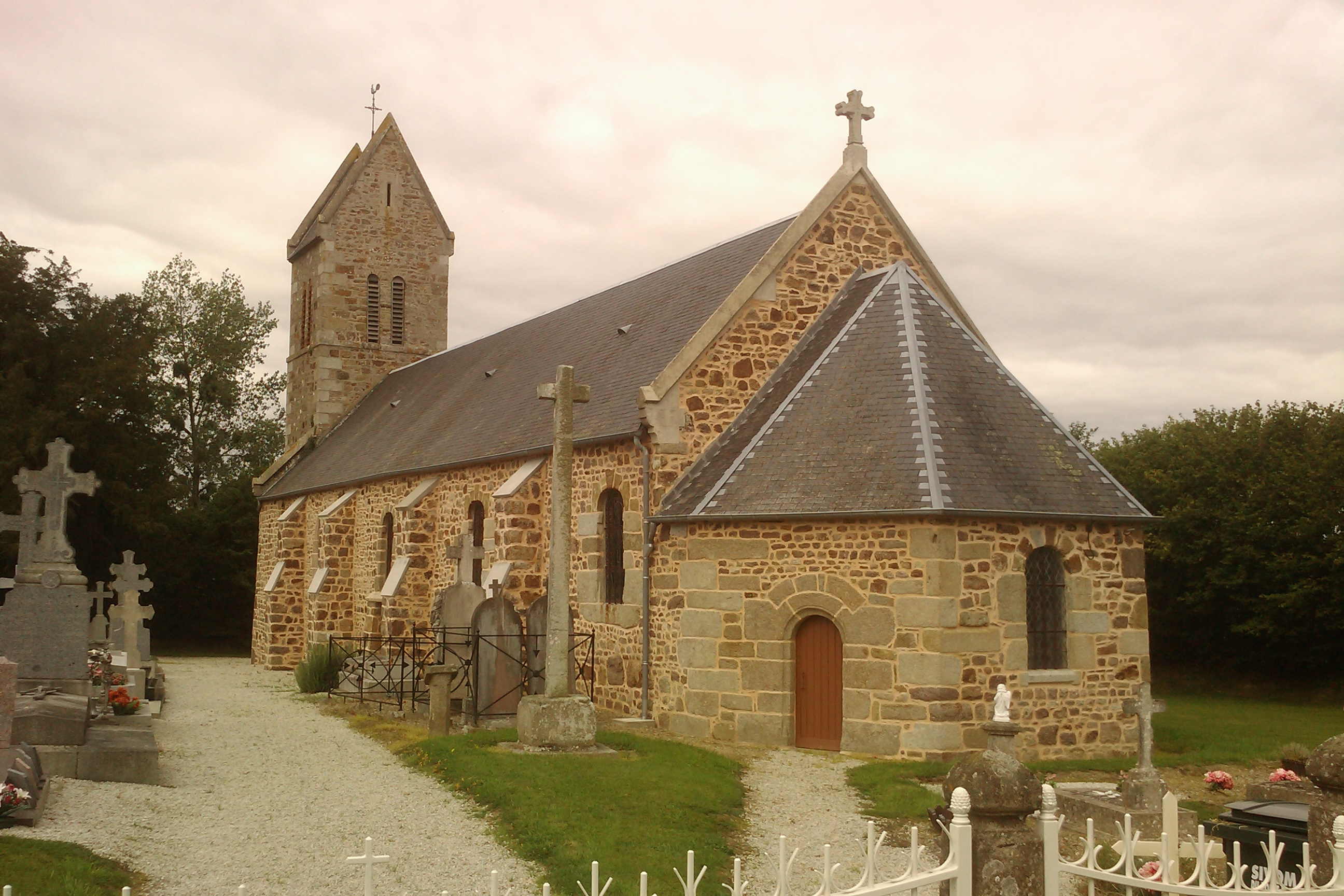
Kirche von Chevry

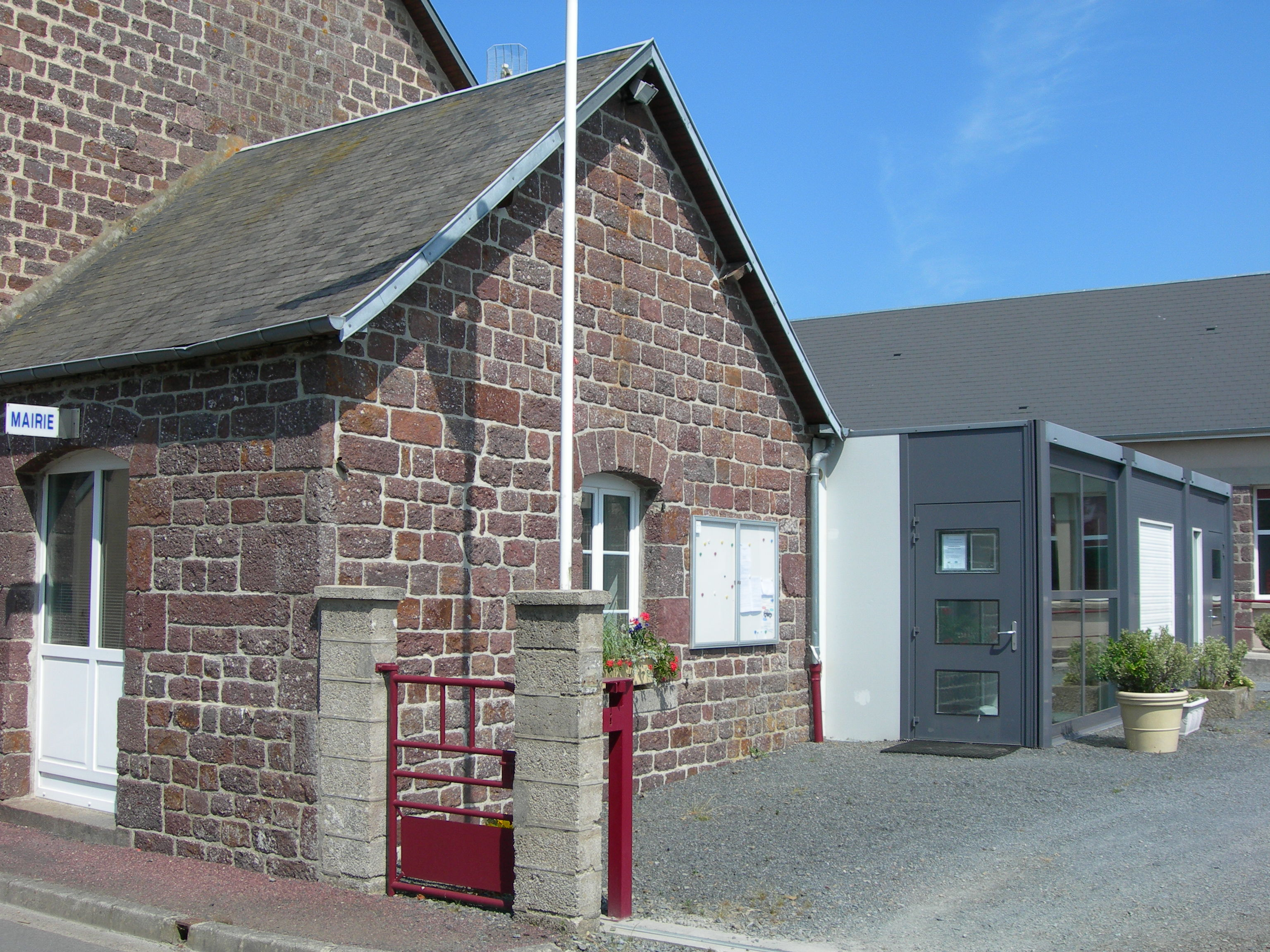
Ehemalige Mairie von Le Mesnil-Opac

Nachbargemeinden von Moyon Villages sind Le Mesnil-Herman im Nordwesten, Bourgvallées im Norden, Condé-sur-Vire im Nordosten, Tessy-Bocage im Südosten, Beaucoudray im Süden, Villebaudon und La Haye-Bellefond im Südwesten und Soulles im Westen.